# Capitólio Estadual do Arizona

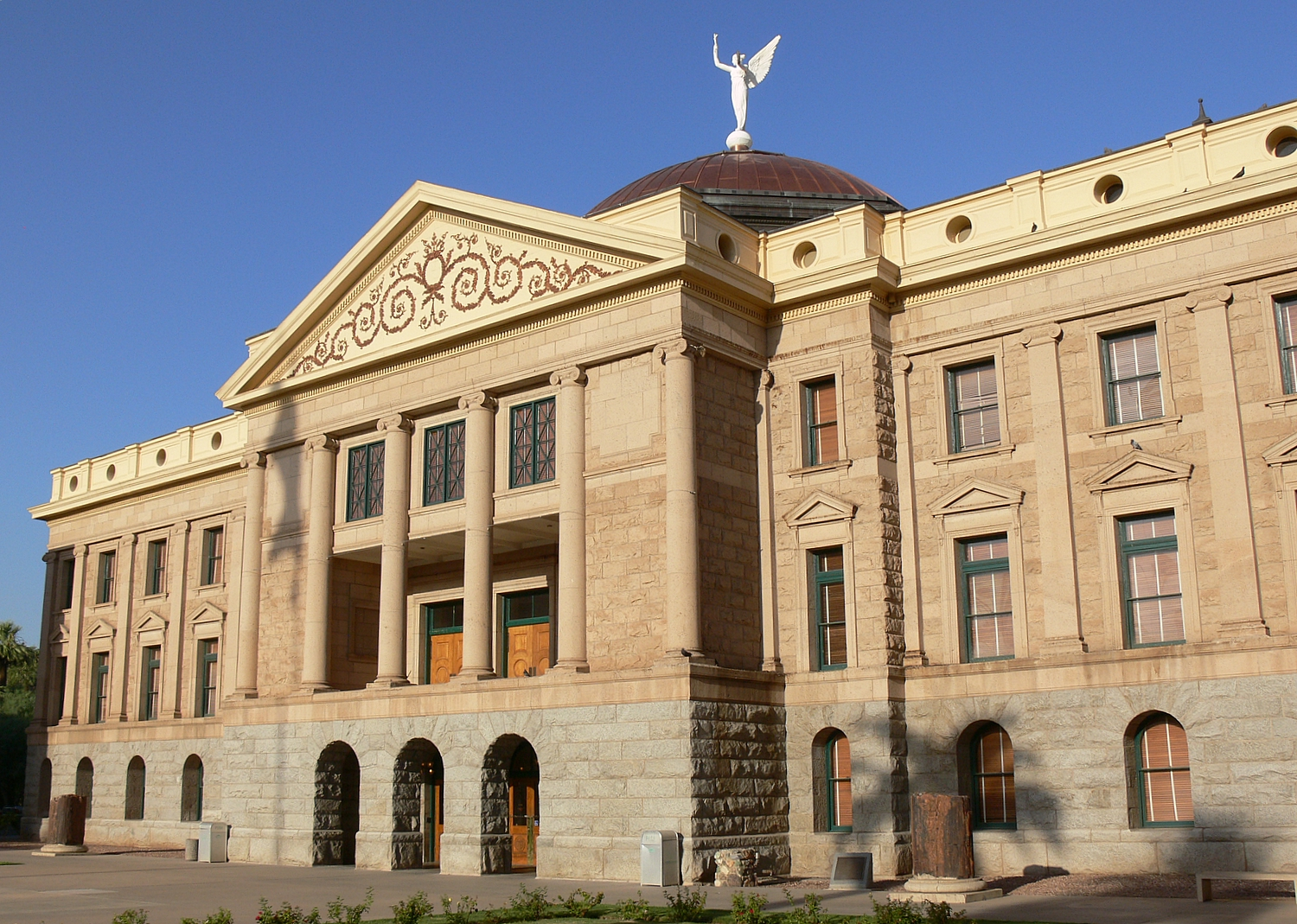
foto da fachada do Capitólio Estadual do Arizona

O Capitólio Estadual do Arizona (em inglês:  Arizona State Capitol) é a sede do governo do estado do Arizona. Localizado na capital, Phoenix, situa-se na 1700 West Washington Street.
Foi incluído no Registro Nacional de Lugares Históricos em 29 de outubro de 1974.